# Dmitri Yatchenko
Bản mẫu:Eastern Slavic name
Dmitri Ivanovich Yatchenko (tiếng Nga: Дмитрий Иванович Ятченко; sinh ngày 25 tháng 8 năm 1986) là một cầu thủ bóng đá người Nga hiện tại thi đấu cho F.K. Krylia Sovetov Samara.

## Sự nghiệp
Yatchenko khởi đầu sự nghiệp cùng với F.K. Dynamo Moskva. Vào tháng 1 năm 2006, anh ký hợp đồng với F.K. Spartak Nalchik. Ngày 28 tháng 12 năm 2009, F.K. Terek Grozny ký hợp đồng với anh từ Spartak Nalchik với bản hợp đồng 2 năm. Vào ngày 29 tháng 12 năm 2013, Yatchenko ký bản hợp đồng 2,5 năm cùng với Krylia Sovetov.

## Thống kê sự nghiệp
Tính đến 2 tháng 1 năm 2014
| Câu lạc bộ          | Div                 | Mùa giải            | Giải vô địch | Giải vô địch | Cúp     | Cúp       | Tổng cộng | Tổng cộng |
| Câu lạc bộ          | Div                 | Mùa giải            | Số trận      | Bàn thắng    | Số trận | Bàn thắng | Số trận   | Bàn thắng |
| ------------------- | ------------------- | ------------------- | ------------ | ------------ | ------- | --------- | --------- | --------- |
| Spartak Nalchik     | D1                  | 2007                | 18           | 0            | 2       | 0         | 20        | 0         |
| Spartak Nalchik     | D1                  | 2008                | 29           | 0            | 1       | 0         | 30        | 0         |
| Spartak Nalchik     | D1                  | 2009                | 24           | 0            | 1       | 0         | 25        | 0         |
| Spartak Nalchik     | Tổng cộng           | Tổng cộng           | 71           | 0            | 4       | 0         | 75        | 0         |
| Terek Grozny        | D1                  | 2010                | 30           | 0            | 0       | 0         | 30        | 0         |
| Terek Grozny        | D1                  | 2011–12             | 39           | 0            | 2       | 0         | 41        | 0         |
| Terek Grozny        | D1                  | 2012–13             | 25           | 0            | 2       | 0         | 27        | 0         |
| Terek Grozny        | D1                  | 2013–14             | 7            | 0            | 1       | 0         | 8         | 0         |
| Terek Grozny        | Tổng cộng           | Tổng cộng           | 101          | 0            | 5       | 0         | 106       | 0         |
| Tổng cộng sự nghiệp | Tổng cộng sự nghiệp | Tổng cộng sự nghiệp | 172          | 0            | 9       | 0         | 181       | 0         |

## Đời sống cá nhân
Anh là anh em sinh đôi với Yevgeni Yatchenko.